# Cold (Chris Stapleton)
"Cold" is een nummer van de Amerikaanse muzikant Chris Stapleton. Het nummer verscheen op zijn album Starting Over uit 2020. Op 25 september van dat jaar werd het nummer uitgebracht als de tweede single van het album.

## Achtergrond
"Cold" is geschreven door Stapleton, Dave Cobb, J.T. Cure en Derek Mixon en geproduceerd door Stapleton en Cobb. De piano op het nummer wordt gespeeld door Benmont Tench, voormalig toetsenist van Tom Petty and the Heartbreakers. Het is oorspronkelijk aan het eind van 2018 opgenomen in de Muscle Shoals Sound Studio. Toen Stapleton eind 2019 na een aantal optredens terugkeerde naar de studio om de nummers voor zijn nieuwe album af te maken, bedacht hij zich dat "Cold" al bijna klaar was, en dat er enkel strijkers en toetsen aan moesten worden toegevoegd.
"Cold" wordt beschreven als een soulballade en een emotioneel nummer. Het wordt vergeleken met het werk van Radiohead, Elton John en Paolo Nutini.
"Cold" werd geen grote hit, maar kwam in de Verenigde Staten wel tot plaats 31 in de countrylijsten. In Nederland werd de Top 40 niet bereikt, maar kwam de single wel tot de tiende plaats in de Tipparade. Tevens werd het door NPO Radio 2 uitgeroepen tot TopSong. Het nummer is gecoverd door Boyz II Men tijdens de CMT Artist of the Year-uitreiking in oktober 2021. Stapleton was hier zo van onder de indruk, dat hij het "nu een Boyz II Men-nummer" noemde.

## NPO Radio 2 Top 2000
| Nummer met noteringen in de NPO Radio 2 Top 2000 | '21  | '22  | '23  | '24  |
| ------------------------------------------------ | ---- | ---- | ---- | ---- |
| Cold                                             | 1868 | 1686 | 1740 | 1598 |

1. ↑  Een vetgedrukt getal geeft de hoogste notering aan.
2. ↑  2021 was het eerste jaar met een notering voor dit nummer.